# Asyneuma michauxioides
Asyneuma michauxioides là loài thực vật có hoa trong họ Hoa chuông. Loài này được (Boiss.) Damboldt mô tả khoa học đầu tiên năm 1976.